# Barbus subinensis
Barbus subinensis är en fiskart som beskrevs av Hopson, 1965. Barbus subinensis ingår i släktet Barbus och familjen karpfiskar. IUCN kategoriserar arten globalt som starkt hotad. Inga underarter finns listade.